# Стечкины
Стечкины — русский дворянский род, известный с XVI века, со времен Ивана Грозного.
Записан в VI часть родословной книги Тульской губернии. Стечкиным принадлежало имение Плутнево в Алексинском уезде Тульской губернии.

## Известные представители рода
- Стечкин, Николай Яковлевич (1854—1906) — русский публицист и издатель, основатель журнала Воздухоплаватель, сотрудничал в Русском вестнике, печатался под псевдонимом Стародум.
- Стечкин, Сергей Яковлевич (1864—1913) — русский журналист и писатель-фантаст, публиковался под псевдонимом Соломин.
  - Стечкин, Яков Сергеевич (1889—1955) — русский и советский хирург, заслуженный врач РСФСР, участник Первой мировой войны, сын С. Я. Стечкина.
    - Стечкин, Игорь Яковлевич (1922—2001) — советский конструктор-оружейник, создатель автоматического пистолета Стечкина, сын Я. С. Стечкина.

  - Стечкин, Борис Сергеевич (1891—1969) — русский и советский инженер, академик АН СССР, сын С. Я. Стечкина, ученик Н. Е. Жуковского.
    - Стечкин, Сергей Борисович (1920—1995) — советский математик, профессор МГУ, сын Б. С. Стечкина.

|                    |                    |                    |                    |                    |                    |  |  |                   |                   |                   |                   | Николай           |                   |                 |                 |                    |                    |                    |                    |                    |                    |  |  |                  |                  |                  |                  |                            |                            |                            |                            |                            |                            |                         |                         |                         |                         |  |  |  |  |  |  |  |  |  |  |
|                    |                    |                    |                    |                    |                    |  |  |                   |                   |                   |                   |                   |                   |                 |                 |                    |                    |                    |                    |                    |                    |  |  |                  |                  |                  |                  |                            |                            |                            |                            |                            |                            |                         |                         |                         |                         |  |  |  |  |  |  |  |  |  |  |
|                    |                    |                    |                    |                    |                    |  |  |                   |                   |                   |                   |                   |                   |                 |                 |                    |                    |                    |                    |                    |                    |  |  |                  |                  |                  |                  |                            |                            |                            |                            |                            |                            |                         |                         |                         |                         |  |  |  |  |  |  |  |  |  |  |
| Николай Николаевич | Николай Николаевич | Николай Николаевич | Николай Николаевич | Николай Николаевич | Николай Николаевич |  |  |                   |                   |                   |                   | Яков Николаевич   | Яков Николаевич   | Яков Николаевич | Яков Николаевич | Яков Николаевич    | Яков Николаевич    |                    |                    |                    |                    |  |  | Анна Николаевна  | Анна Николаевна  | Анна Николаевна  | Анна Николаевна  | Анна Николаевна            | Анна Николаевна            |                            |                            | Егор Иванович Жуковский    | Егор Иванович Жуковский    | Егор Иванович Жуковский | Егор Иванович Жуковский | Егор Иванович Жуковский | Егор Иванович Жуковский |  |  |  |  |  |  |  |  |  |  |
| Николай Николаевич | Николай Николаевич | Николай Николаевич | Николай Николаевич | Николай Николаевич | Николай Николаевич |  |  |                   |                   |                   |                   | Яков Николаевич   | Яков Николаевич   | Яков Николаевич | Яков Николаевич | Яков Николаевич    | Яков Николаевич    |                    |                    |                    |                    |  |  | Анна Николаевна  | Анна Николаевна  | Анна Николаевна  | Анна Николаевна  | Анна Николаевна            | Анна Николаевна            |                            |                            | Егор Иванович Жуковский    | Егор Иванович Жуковский    | Егор Иванович Жуковский | Егор Иванович Жуковский | Егор Иванович Жуковский | Егор Иванович Жуковский |  |  |  |  |  |  |  |  |  |  |
|                    |                    |                    |                    |                    |                    |  |  |                   |                   |                   |                   |                   |                   |                 |                 |                    |                    |                    |                    |                    |                    |  |  |                  |                  |                  |                  |                            |                            |                            |                            |                            |                            |                         |                         |                         |                         |  |  |  |  |  |  |  |  |  |  |
|                    |                    |                    |                    |                    |                    |  |  |                   |                   |                   |                   |                   |                   |                 |                 |                    |                    |                    |                    |                    |                    |  |  |                  |                  |                  |                  |                            |                            |                            |                            |                            |                            |                         |                         |                         |                         |  |  |  |  |  |  |  |  |  |  |
|                    |                    |                    |                    |                    |                    |  |  | Николай Яковлевич | Николай Яковлевич | Николай Яковлевич | Николай Яковлевич | Николай Яковлевич | Николай Яковлевич |                 |                 | Сергей Яковлевич   | Сергей Яковлевич   | Сергей Яковлевич   | Сергей Яковлевич   | Сергей Яковлевич   | Сергей Яковлевич   |  |  |                  |                  |                  |                  | Николай Егорович Жуковский | Николай Егорович Жуковский | Николай Егорович Жуковский | Николай Егорович Жуковский | Николай Егорович Жуковский | Николай Егорович Жуковский |                         |                         |                         |                         |  |  |  |  |  |  |  |  |  |  |
|                    |                    |                    |                    |                    |                    |  |  | Николай Яковлевич | Николай Яковлевич | Николай Яковлевич | Николай Яковлевич | Николай Яковлевич | Николай Яковлевич |                 |                 | Сергей Яковлевич   | Сергей Яковлевич   | Сергей Яковлевич   | Сергей Яковлевич   | Сергей Яковлевич   | Сергей Яковлевич   |  |  |                  |                  |                  |                  | Николай Егорович Жуковский | Николай Егорович Жуковский | Николай Егорович Жуковский | Николай Егорович Жуковский | Николай Егорович Жуковский | Николай Егорович Жуковский |                         |                         |                         |                         |  |  |  |  |  |  |  |  |  |  |
|                    |                    |                    |                    |                    |                    |  |  |                   |                   |                   |                   |                   |                   |                 |                 |                    |                    |                    |                    |                    |                    |  |  |                  |                  |                  |                  |                            |                            |                            |                            |                            |                            |                         |                         |                         |                         |  |  |  |  |  |  |  |  |  |  |
|                    |                    |                    |                    |                    |                    |  |  | Яков Сергеевич    | Яков Сергеевич    | Яков Сергеевич    | Яков Сергеевич    | Яков Сергеевич    | Яков Сергеевич    |                 |                 |                    |                    |                    |                    |                    |                    |  |  | Борис Сергеевич  | Борис Сергеевич  | Борис Сергеевич  | Борис Сергеевич  | Борис Сергеевич            | Борис Сергеевич            |                            |                            |                            |                            |                         |                         |                         |                         |  |  |  |  |  |  |  |  |  |  |
|                    |                    |                    |                    |                    |                    |  |  | Яков Сергеевич    | Яков Сергеевич    | Яков Сергеевич    | Яков Сергеевич    | Яков Сергеевич    | Яков Сергеевич    |                 |                 |                    |                    |                    |                    |                    |                    |  |  | Борис Сергеевич  | Борис Сергеевич  | Борис Сергеевич  | Борис Сергеевич  | Борис Сергеевич            | Борис Сергеевич            |                            |                            |                            |                            |                         |                         |                         |                         |  |  |  |  |  |  |  |  |  |  |
|                    |                    |                    |                    |                    |                    |  |  |                   |                   |                   |                   |                   |                   |                 |                 |                    |                    |                    |                    |                    |                    |  |  |                  |                  |                  |                  |                            |                            |                            |                            |                            |                            |                         |                         |                         |                         |  |  |  |  |  |  |  |  |  |  |
| Олег Яковлевич     | Олег Яковлевич     | Олег Яковлевич     | Олег Яковлевич     | Олег Яковлевич     | Олег Яковлевич     |  |  | Игорь Яковлевич   | Игорь Яковлевич   | Игорь Яковлевич   | Игорь Яковлевич   | Игорь Яковлевич   | Игорь Яковлевич   |                 |                 | Мстислав Яковлевич | Мстислав Яковлевич | Мстислав Яковлевич | Мстислав Яковлевич | Мстислав Яковлевич | Мстислав Яковлевич |  |  | Сергей Борисович | Сергей Борисович | Сергей Борисович | Сергей Борисович | Сергей Борисович           | Сергей Борисович           |                            |                            |                            |                            |                         |                         |                         |                         |  |  |  |  |  |  |  |  |  |  |